# 心尖

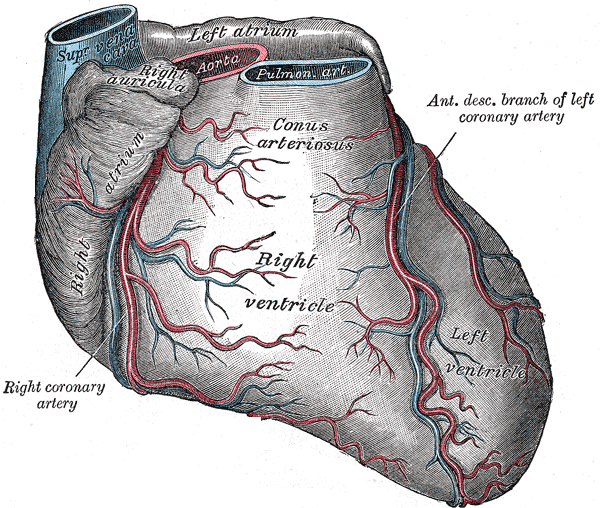
ヒトの心臓、心尖は左下の領域

心尖（しんせん、apex of heart）とは心臓の尖端部。脊椎動物の心臓の外形は倒立円錐形であり、その円錐部を心底、尖端部を心尖と呼ぶ。心底と心尖を結ぶ軸は馬や牛ではほぼ垂直であり、豚や犬では後方に傾く。